# 1403
Portal Geschichte | Portal Biografien | Aktuelle Ereignisse | Jahreskalender | Tagesartikel

◄ |
14. Jahrhundert |
15. Jahrhundert
| 16. Jahrhundert | ►

◄ |
1370er |
1380er |
1390er |
1400er
| 1410er | 1420er | 1430er | ►

◄◄ |
◄ |
1399 |
1400 |
1401 |
1402 |
1403
| 1404 | 1405 | 1406 | 1407 | ► | ►►
Staatsoberhäupter  · Nekrolog   · Musikjahr
| Januar | Januar | Januar | Januar | Januar | Januar | Januar | Januar |
| Kw     | Mo     | Di     | Mi     | Do     | Fr     | Sa     | So     |
| ------ | ------ | ------ | ------ | ------ | ------ | ------ | ------ |
| 1      | 1      | 2      | 3      | 4      | 5      | 6      | 7      |
| 2      | 8      | 9      | 10     | 11     | 12     | 13     | 14     |
| 3      | 15     | 16     | 17     | 18     | 19     | 20     | 21     |
| 4      | 22     | 23     | 24     | 25     | 26     | 27     | 28     |
| 5      | 29     | 30     | 31     |        |        |        |        |

| Februar | Februar | Februar | Februar | Februar | Februar | Februar | Februar |
| Kw      | Mo      | Di      | Mi      | Do      | Fr      | Sa      | So      |
| ------- | ------- | ------- | ------- | ------- | ------- | ------- | ------- |
| 5       |         |         |         | 1       | 2       | 3       | 4       |
| 6       | 5       | 6       | 7       | 8       | 9       | 10      | 11      |
| 7       | 12      | 13      | 14      | 15      | 16      | 17      | 18      |
| 8       | 19      | 20      | 21      | 22      | 23      | 24      | 25      |
| 9       | 26      | 27      | 28      |         |         |         |         |

| März | März | März | März | März | März | März | März |
| Kw   | Mo   | Di   | Mi   | Do   | Fr   | Sa   | So   |
| ---- | ---- | ---- | ---- | ---- | ---- | ---- | ---- |
| 9    |      |      |      | 1    | 2    | 3    | 4    |
| 10   | 5    | 6    | 7    | 8    | 9    | 10   | 11   |
| 11   | 12   | 13   | 14   | 15   | 16   | 17   | 18   |
| 12   | 19   | 20   | 21   | 22   | 23   | 24   | 25   |
| 13   | 26   | 27   | 28   | 29   | 30   | 31   |      |

| April | April | April | April | April | April | April | April |
| Kw    | Mo    | Di    | Mi    | Do    | Fr    | Sa    | So    |
| ----- | ----- | ----- | ----- | ----- | ----- | ----- | ----- |
| 13    |       |       |       |       |       |       | 1     |
| 14    | 2     | 3     | 4     | 5     | 6     | 7     | 8     |
| 15    | 9     | 10    | 11    | 12    | 13    | 14    | 15    |
| 16    | 16    | 17    | 18    | 19    | 20    | 21    | 22    |
| 17    | 23    | 24    | 25    | 26    | 27    | 28    | 29    |
| 18    | 30    |       |       |       |       |       |       |

| Mai | Mai | Mai | Mai | Mai | Mai | Mai | Mai |
| Kw  | Mo  | Di  | Mi  | Do  | Fr  | Sa  | So  |
| --- | --- | --- | --- | --- | --- | --- | --- |
| 18  |     | 1   | 2   | 3   | 4   | 5   | 6   |
| 19  | 7   | 8   | 9   | 10  | 11  | 12  | 13  |
| 20  | 14  | 15  | 16  | 17  | 18  | 19  | 20  |
| 21  | 21  | 22  | 23  | 24  | 25  | 26  | 27  |
| 22  | 28  | 29  | 30  | 31  |     |     |     |

| Juni | Juni | Juni | Juni | Juni | Juni | Juni | Juni |
| Kw   | Mo   | Di   | Mi   | Do   | Fr   | Sa   | So   |
| ---- | ---- | ---- | ---- | ---- | ---- | ---- | ---- |
| 22   |      |      |      |      | 1    | 2    | 3    |
| 23   | 4    | 5    | 6    | 7    | 8    | 9    | 10   |
| 24   | 11   | 12   | 13   | 14   | 15   | 16   | 17   |
| 25   | 18   | 19   | 20   | 21   | 22   | 23   | 24   |
| 26   | 25   | 26   | 27   | 28   | 29   | 30   |      |

| Juli | Juli | Juli | Juli | Juli | Juli | Juli | Juli |
| Kw   | Mo   | Di   | Mi   | Do   | Fr   | Sa   | So   |
| ---- | ---- | ---- | ---- | ---- | ---- | ---- | ---- |
| 26   |      |      |      |      |      |      | 1    |
| 27   | 2    | 3    | 4    | 5    | 6    | 7    | 8    |
| 28   | 9    | 10   | 11   | 12   | 13   | 14   | 15   |
| 29   | 16   | 17   | 18   | 19   | 20   | 21   | 22   |
| 30   | 23   | 24   | 25   | 26   | 27   | 28   | 29   |
| 31   | 30   | 31   |      |      |      |      |      |

| August | August | August | August | August | August | August | August |
| Kw     | Mo     | Di     | Mi     | Do     | Fr     | Sa     | So     |
| ------ | ------ | ------ | ------ | ------ | ------ | ------ | ------ |
| 31     |        |        | 1      | 2      | 3      | 4      | 5      |
| 32     | 6      | 7      | 8      | 9      | 10     | 11     | 12     |
| 33     | 13     | 14     | 15     | 16     | 17     | 18     | 19     |
| 34     | 20     | 21     | 22     | 23     | 24     | 25     | 26     |
| 35     | 27     | 28     | 29     | 30     | 31     |        |        |

| September | September | September | September | September | September | September | September |
| Kw        | Mo        | Di        | Mi        | Do        | Fr        | Sa        | So        |
| --------- | --------- | --------- | --------- | --------- | --------- | --------- | --------- |
| 35        |           |           |           |           |           | 1         | 2         |
| 36        | 3         | 4         | 5         | 6         | 7         | 8         | 9         |
| 37        | 10        | 11        | 12        | 13        | 14        | 15        | 16        |
| 38        | 17        | 18        | 19        | 20        | 21        | 22        | 23        |
| 39        | 24        | 25        | 26        | 27        | 28        | 29        | 30        |

| Oktober | Oktober | Oktober | Oktober | Oktober | Oktober | Oktober | Oktober |
| Kw      | Mo      | Di      | Mi      | Do      | Fr      | Sa      | So      |
| ------- | ------- | ------- | ------- | ------- | ------- | ------- | ------- |
| 40      | 1       | 2       | 3       | 4       | 5       | 6       | 7       |
| 41      | 8       | 9       | 10      | 11      | 12      | 13      | 14      |
| 42      | 15      | 16      | 17      | 18      | 19      | 20      | 21      |
| 43      | 22      | 23      | 24      | 25      | 26      | 27      | 28      |
| 44      | 29      | 30      | 31      |         |         |         |         |

| November | November | November | November | November | November | November | November |
| Kw       | Mo       | Di       | Mi       | Do       | Fr       | Sa       | So       |
| -------- | -------- | -------- | -------- | -------- | -------- | -------- | -------- |
| 44       |          |          |          | 1        | 2        | 3        | 4        |
| 45       | 5        | 6        | 7        | 8        | 9        | 10       | 11       |
| 46       | 12       | 13       | 14       | 15       | 16       | 17       | 18       |
| 47       | 19       | 20       | 21       | 22       | 23       | 24       | 25       |
| 48       | 26       | 27       | 28       | 29       | 30       |          |          |

| Dezember | Dezember | Dezember | Dezember | Dezember | Dezember | Dezember | Dezember |
| Kw       | Mo       | Di       | Mi       | Do       | Fr       | Sa       | So       |
| -------- | -------- | -------- | -------- | -------- | -------- | -------- | -------- |
| 48       |          |          |          |          |          | 1        | 2        |
| 49       | 3        | 4        | 5        | 6        | 7        | 8        | 9        |
| 50       | 10       | 11       | 12       | 13       | 14       | 15       | 16       |
| 51       | 17       | 18       | 19       | 20       | 21       | 22       | 23       |
| 52       | 24       | 25       | 26       | 27       | 28       | 29       | 30       |
| 1        | 31       |          |          |          |          |          |          |

| Januar | Januar | Januar | Januar | Januar | Januar | Januar | Januar |
| Kw     | Mo     | Di     | Mi     | Do     | Fr     | Sa     | So     |
| ------ | ------ | ------ | ------ | ------ | ------ | ------ | ------ |
| 1      | 1      | 2      | 3      | 4      | 5      | 6      | 7      |
| 2      | 8      | 9      | 10     | 11     | 12     | 13     | 14     |
| 3      | 15     | 16     | 17     | 18     | 19     | 20     | 21     |
| 4      | 22     | 23     | 24     | 25     | 26     | 27     | 28     |
| 5      | 29     | 30     | 31     |        |        |        |        |

| Februar | Februar | Februar | Februar | Februar | Februar | Februar | Februar |
| Kw      | Mo      | Di      | Mi      | Do      | Fr      | Sa      | So      |
| ------- | ------- | ------- | ------- | ------- | ------- | ------- | ------- |
| 5       |         |         |         | 1       | 2       | 3       | 4       |
| 6       | 5       | 6       | 7       | 8       | 9       | 10      | 11      |
| 7       | 12      | 13      | 14      | 15      | 16      | 17      | 18      |
| 8       | 19      | 20      | 21      | 22      | 23      | 24      | 25      |
| 9       | 26      | 27      | 28      |         |         |         |         |

| März | März | März | März | März | März | März | März |
| Kw   | Mo   | Di   | Mi   | Do   | Fr   | Sa   | So   |
| ---- | ---- | ---- | ---- | ---- | ---- | ---- | ---- |
| 9    |      |      |      | 1    | 2    | 3    | 4    |
| 10   | 5    | 6    | 7    | 8    | 9    | 10   | 11   |
| 11   | 12   | 13   | 14   | 15   | 16   | 17   | 18   |
| 12   | 19   | 20   | 21   | 22   | 23   | 24   | 25   |
| 13   | 26   | 27   | 28   | 29   | 30   | 31   |      |

| April | April | April | April | April | April | April | April |
| Kw    | Mo    | Di    | Mi    | Do    | Fr    | Sa    | So    |
| ----- | ----- | ----- | ----- | ----- | ----- | ----- | ----- |
| 13    |       |       |       |       |       |       | 1     |
| 14    | 2     | 3     | 4     | 5     | 6     | 7     | 8     |
| 15    | 9     | 10    | 11    | 12    | 13    | 14    | 15    |
| 16    | 16    | 17    | 18    | 19    | 20    | 21    | 22    |
| 17    | 23    | 24    | 25    | 26    | 27    | 28    | 29    |
| 18    | 30    |       |       |       |       |       |       |

| Mai | Mai | Mai | Mai | Mai | Mai | Mai | Mai |
| Kw  | Mo  | Di  | Mi  | Do  | Fr  | Sa  | So  |
| --- | --- | --- | --- | --- | --- | --- | --- |
| 18  |     | 1   | 2   | 3   | 4   | 5   | 6   |
| 19  | 7   | 8   | 9   | 10  | 11  | 12  | 13  |
| 20  | 14  | 15  | 16  | 17  | 18  | 19  | 20  |
| 21  | 21  | 22  | 23  | 24  | 25  | 26  | 27  |
| 22  | 28  | 29  | 30  | 31  |     |     |     |

| Juni | Juni | Juni | Juni | Juni | Juni | Juni | Juni |
| Kw   | Mo   | Di   | Mi   | Do   | Fr   | Sa   | So   |
| ---- | ---- | ---- | ---- | ---- | ---- | ---- | ---- |
| 22   |      |      |      |      | 1    | 2    | 3    |
| 23   | 4    | 5    | 6    | 7    | 8    | 9    | 10   |
| 24   | 11   | 12   | 13   | 14   | 15   | 16   | 17   |
| 25   | 18   | 19   | 20   | 21   | 22   | 23   | 24   |
| 26   | 25   | 26   | 27   | 28   | 29   | 30   |      |

| Juli | Juli | Juli | Juli | Juli | Juli | Juli | Juli |
| Kw   | Mo   | Di   | Mi   | Do   | Fr   | Sa   | So   |
| ---- | ---- | ---- | ---- | ---- | ---- | ---- | ---- |
| 26   |      |      |      |      |      |      | 1    |
| 27   | 2    | 3    | 4    | 5    | 6    | 7    | 8    |
| 28   | 9    | 10   | 11   | 12   | 13   | 14   | 15   |
| 29   | 16   | 17   | 18   | 19   | 20   | 21   | 22   |
| 30   | 23   | 24   | 25   | 26   | 27   | 28   | 29   |
| 31   | 30   | 31   |      |      |      |      |      |

| August | August | August | August | August | August | August | August |
| Kw     | Mo     | Di     | Mi     | Do     | Fr     | Sa     | So     |
| ------ | ------ | ------ | ------ | ------ | ------ | ------ | ------ |
| 31     |        |        | 1      | 2      | 3      | 4      | 5      |
| 32     | 6      | 7      | 8      | 9      | 10     | 11     | 12     |
| 33     | 13     | 14     | 15     | 16     | 17     | 18     | 19     |
| 34     | 20     | 21     | 22     | 23     | 24     | 25     | 26     |
| 35     | 27     | 28     | 29     | 30     | 31     |        |        |

| September | September | September | September | September | September | September | September |
| Kw        | Mo        | Di        | Mi        | Do        | Fr        | Sa        | So        |
| --------- | --------- | --------- | --------- | --------- | --------- | --------- | --------- |
| 35        |           |           |           |           |           | 1         | 2         |
| 36        | 3         | 4         | 5         | 6         | 7         | 8         | 9         |
| 37        | 10        | 11        | 12        | 13        | 14        | 15        | 16        |
| 38        | 17        | 18        | 19        | 20        | 21        | 22        | 23        |
| 39        | 24        | 25        | 26        | 27        | 28        | 29        | 30        |

| Oktober | Oktober | Oktober | Oktober | Oktober | Oktober | Oktober | Oktober |
| Kw      | Mo      | Di      | Mi      | Do      | Fr      | Sa      | So      |
| ------- | ------- | ------- | ------- | ------- | ------- | ------- | ------- |
| 40      | 1       | 2       | 3       | 4       | 5       | 6       | 7       |
| 41      | 8       | 9       | 10      | 11      | 12      | 13      | 14      |
| 42      | 15      | 16      | 17      | 18      | 19      | 20      | 21      |
| 43      | 22      | 23      | 24      | 25      | 26      | 27      | 28      |
| 44      | 29      | 30      | 31      |         |         |         |         |

| November | November | November | November | November | November | November | November |
| Kw       | Mo       | Di       | Mi       | Do       | Fr       | Sa       | So       |
| -------- | -------- | -------- | -------- | -------- | -------- | -------- | -------- |
| 44       |          |          |          | 1        | 2        | 3        | 4        |
| 45       | 5        | 6        | 7        | 8        | 9        | 10       | 11       |
| 46       | 12       | 13       | 14       | 15       | 16       | 17       | 18       |
| 47       | 19       | 20       | 21       | 22       | 23       | 24       | 25       |
| 48       | 26       | 27       | 28       | 29       | 30       |          |          |

| Dezember | Dezember | Dezember | Dezember | Dezember | Dezember | Dezember | Dezember |
| Kw       | Mo       | Di       | Mi       | Do       | Fr       | Sa       | So       |
| -------- | -------- | -------- | -------- | -------- | -------- | -------- | -------- |
| 48       |          |          |          |          |          | 1        | 2        |
| 49       | 3        | 4        | 5        | 6        | 7        | 8        | 9        |
| 50       | 10       | 11       | 12       | 13       | 14       | 15       | 16       |
| 51       | 17       | 18       | 19       | 20       | 21       | 22       | 23       |
| 52       | 24       | 25       | 26       | 27       | 28       | 29       | 30       |
| 1        | 31       |          |          |          |          |          |          |

## Ereignisse

### Politik und Weltgeschehen

#### Heiliges Römisches Reich

##### Reichsitalien
- 11. April: Die italienischen Stadtstaaten Siena und Florenz legen einen mehrjährigen Konflikt, den auch der im Vorjahr verstorbene Herrscher von Mailand Gian Galeazzo Visconti gefördert hat, durch einen Friedensschluss bei.

##### Eidgenossenschaft
- Frühjahr: Appenzell, das sich seit dem Vorjahr in einem Konflikt mit dem St. Gallener Fürstabt Kuno von Stoffeln befindet, schließt einen Landrechtsvertrag mit dem eidgenössischen Ort Schwyz. Die Schwyzer sagen ihnen militärische Hilfe und erfahrene Führungskräfte zu.
- 15. Mai: In der Schlacht bei Vögelinsegg, der ersten Schlacht der Appenzellerkriege, besiegen die Appenzeller und Schwyzer die Truppen des Abts von St. Gallen. Durch die Niederlage des Abtes bricht die Allianz mit den Bodenseestädten sofort auseinander, die Bürgerschaft der Stadt St. Gallen stellt sich nun offen auf die Seite der Appenzeller.

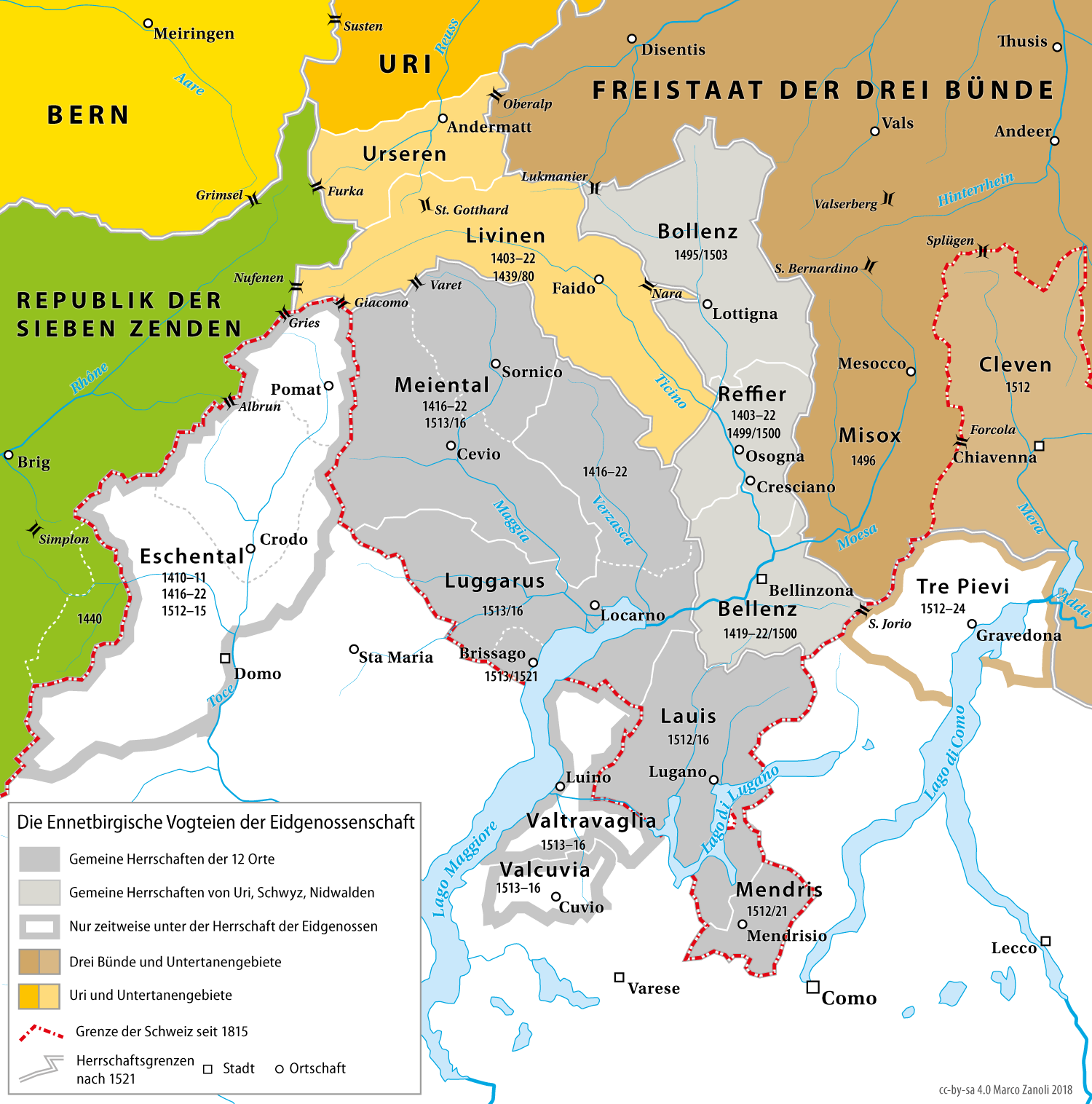
Karte der Ennetbirgischen Vogteien der Alten Eidgenossenschaft 1403 bis 1798

- Die Ennetbirgischen Feldzüge beginnen, in deren über hundertjährigem Verlauf die Eidgenossenschaft und ihre Verbündeten das Tessin, Veltlin und Chiavenna erobern.

##### Weitere Ereignisse im Reich
- 24. September: Die Fehde der Herren von Schauenburg mit Bernhard von Baden wird beigelegt.
- Graf Johann I. aus dem Haus Nassau erwirbt Gemeinde und Gebiet von Breda.

#### England
- Da der englische König Heinrich IV. mehrere von ihm gemachte Zusagen nicht einhält, rebelliert sein ehemaliger Parteigänger Henry Percy gemeinsam mit seinem Vater Henry Percy, 1. Earl of Northumberland, und seinem Onkel Thomas Percy, 1. Earl of Worcester, und führt einen Feldzug gegen den König.
- 21. Juli: In der Schlacht von Shrewsbury schlägt Heinrich IV. gemeinsam mit seinem Sohn Harry of Lancaster die von Henry „Hotspur“ Percy angeführte Adelsrevolte nieder, nachdem die von diesem erhoffte Unterstützung durch den walisischen Rebellenführer Owain Glyndŵr ausbleibt. Hotspur fällt in der Schlacht, Thomas Percy wird zwei Tage später nach kurzer Verhandlung enthauptet. Der ältere Henry Percy, der an der Schlacht nicht teilgenommen hat, verliert zunächst nur seine Ämter.

#### Osteuropa
- Nach dem Tod seines Vaters Đurađ II. wird der 17-jährige Balša III. letzter Herrscher über die Zeta aus der Familie der Balšić. Zu Anfang hat seine Mutter Jelena großen Einfluss auf die Regierungsgeschäfte und sorgt für eine enge politische Anbindung an Serbien unter Stefan Lazarević. Auf diese Weise versucht sie die Unabhängigkeit des Balšić-Fürstentums zu wahren, das zwischen den Großmächten Venedig und dem Osmanischen Reich aufgerieben zu werden droht.

#### Urkundliche Ersterwähnungen
- Pigniu wird als Pingyow erstmals urkundlich erwähnt.

### Wirtschaft
- In England wird die Gilde der Worshipful Company of Stationers and Newspaper Makers gegründet, die Livery Company der Papiermacher und Zeitungsverleger in der City of London.

### Wissenschaft und Technik
- In Korea werden unter Kaiser Sejong nachweislich Metall-Lettern für den Druck gegossen. Im Gegensatz zu Johannes Gutenbergs Entwicklung rund 50 Jahre später in Europa erfolgt hier der Gießvorgang mit Hilfe eines Verfahrens der verlorenen Form.

### Kultur
- Auf Wunsch der Prokuratoren von San Marco wird die erste Singschule am Dom in Venedig gegründet. Die Scuola di cantofermo e figurato e contrapuntto teoretico e partice wird von der Republik Venedig finanziert.

### Gesellschaft
- In Venedig wird ein Quarantänekrankenhaus errichtet.
- In Aragón wird der Kannenorden gestiftet.

### Religion
- Eberhard III. von Neuhaus folgt dem am 9. Mai verstorbenen Gregor Schenk von Osterwitz als Erzbischof von Salzburg und Administrator der im Erzbistum inkorporierten Reichsprälatur Berchtesgaden. Um diese Inkorporation besteht seit dem Vorjahr ein Streit mit Herzog Wilhelm III. von Bayern-München.
- 25. Juni: Günther II. von Schwarzburg wird zum Erzbischof von Magdeburg gewählt als Nachfolger des am 12. Juni verstorbenen Albrecht IV. von Querfurt.
- Die Kirche am Hof in Wien wird nach 17-jähriger Bauzeit unter mehreren Baumeistern fertiggestellt.

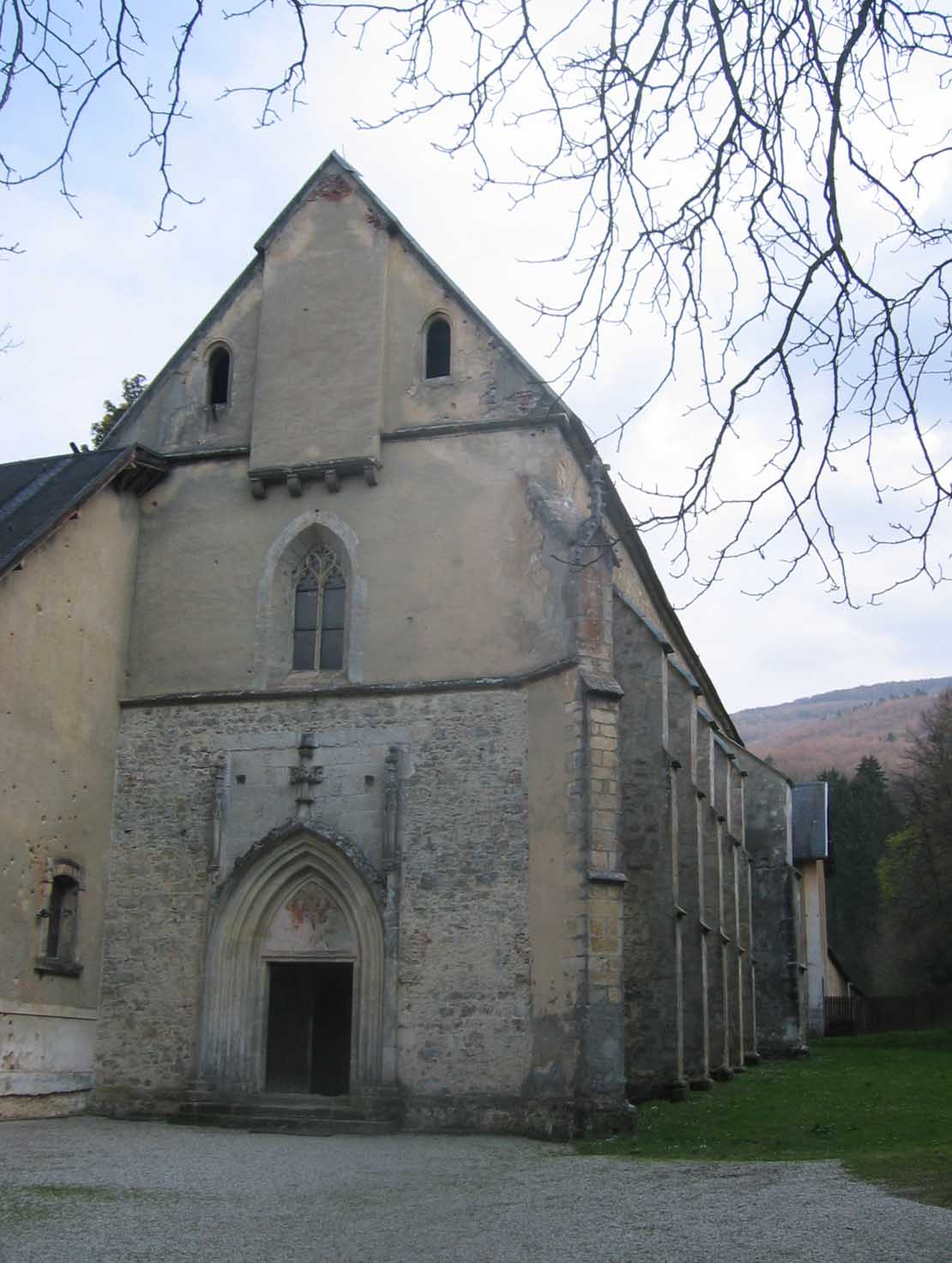
Gotische Klosterkirche der Kartause Pleterje

- Graf Hermann I. von Cilli gründet die Kartause Pleterje.
- An Stelle der bisherigen Einsiedelei bei Satteldorf wird von Hermann von Hornburg, seiner Mutter Barbara von Merkingen und Konrad von Bebenburg das Kloster Anhausen gestiftet, das den Pauliner Eremiten übergeben wird.

## Geboren

### Geburtsdatum gesichert
- 13. Januar: Ulrich II. von Rosenberg, Herr von Rosenberg und Statthalter in Böhmen († 1462)
- 22. Februar: Karl VII., König von Frankreich († 1461)
- 11. Juni: Johann IV., Herzog von Brabant († 1427)
- 04. Juli: Johannes Schlitpacher, österreichischer Benediktiner in Melk († 1482)
- 01. September: Ludwig VIII., Herzog von Bayern-Ingolstadt († 1445)
- 25. September: Ludwig III., Titularkönig von Neapel, Herzog von Anjou und Touraine, Graf von Provence und Maine († 1434)

### Genaues Geburtsdatum unbekannt
- ʿAlī al-Quschdschī, islamischer Astronom, Mathematiker und Theologe († 1474)
- Beatrix von Bayern, Pfalzgräfin von Pfalz-Neumarkt († 1447)
- Elisabeth von Brandenburg, Herzogin von Liegnitz und Teschen († 1449)
- Johannes IV., Kaiser und Großkomnene von Trapezunt († 1460)

### Geboren um 1403
- Giovanni di Paolo, italienischer Maler († 1482)

## Gestorben

### Erstes Halbjahr
- 07. Januar: Simon von Speyer, Weihbischof in Köln

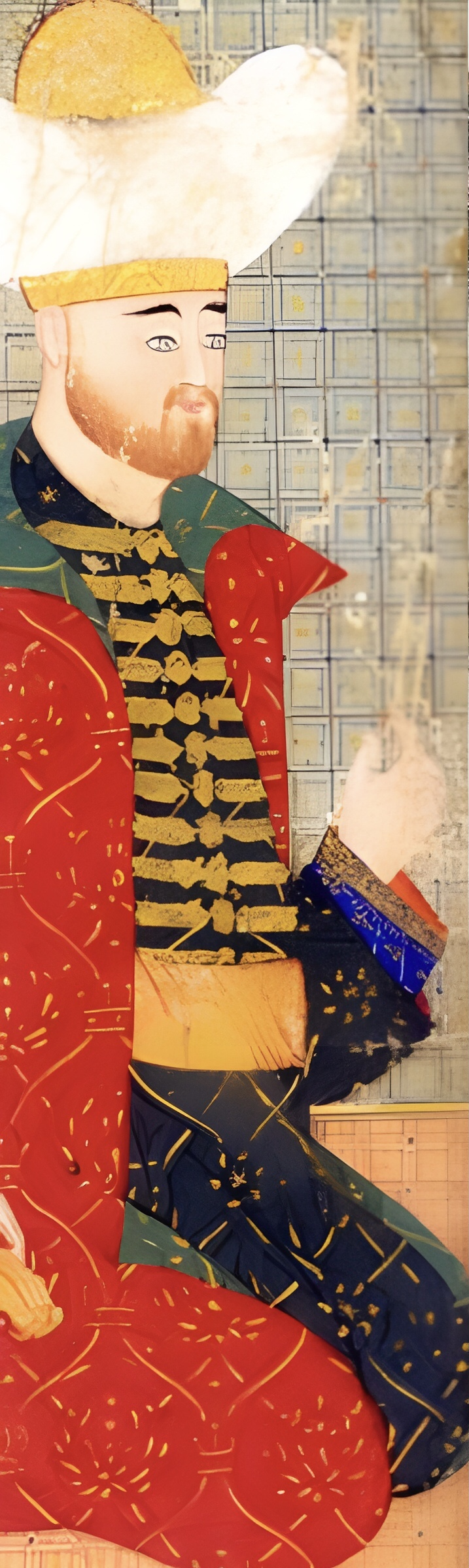
Bayezid I.

- 8./9. März: Bayezid I., Sultan des osmanischen Reiches (* 1360)
- 09. Mai: Gregor Schenk von Osterwitz, Erzbischof von Salzburg
- 10. Mai: Catherine Swynford, Mätresse und spätere Ehefrau von John of Gaunt (* um 1350)
- 23. Mai: Walram von Thierstein, Herr zu Pfeffingen (* vor 1339)
- 10. Juni: Konrad II., Herzog von Oels (* 1338/40)
- 12. Juni: Albrecht IV. von Querfurt, Erzbischof von Magdeburg

### Zweites Halbjahr
- 21. Juli: Edmund Stafford, englischer Adeliger (* 1378)
- 21. Juli: Henry Percy, englischer Adeliger (* 1364)
- 23. Juli: Thomas Percy, englischer Adeliger, Militär und Diplomat (* 1343)
- 13. August: Smil Flaška von Pardubitz, böhmischer Politiker und Schriftsteller (* 1349)
- 28. September: Albrecht II., Graf von Holstein (* um 1369)
- 26. Oktober: Francesco II. Gattilusio, Herr von Lesbos (* um 1370)

### Genaues Todesdatum unbekannt
- vor dem 22. Juli: Johannes Frost, Bischof von Lebus, Merseburg und Olmütz
- Heinrich Beheim, Nürnberger Steinmetz und Architekt (* vor 1360)
- Boresch IX. von Riesenburg der Jüngere, böhmischer Adliger aus dem Geschlecht der Riesenburger
- Đurađ II. Balšić, Fürst in der Zeta
- George Douglas (* um 1378)
- Hinrich van Hacheden, Lübecker Kaufmann und Ratsherr
- Jacques de Hemricourt, französischer Schriftsteller (* 1333)
- Petrus Zwicker, deutscher Inquisitor